# Michaela Kirchgasser
Michaela Kirchgasser, née le 18 mars 1985 à Schwarzach im Pongau, est une skieuse alpine autrichienne, vice-championne du monde de slalom en 2013.

## Carrière
Elle fait ses débuts en Coupe du monde en 2002 lors du slalom de Sestrière qu'elle termine dix-septième. L'année suivante, elle devient championne du monde juniors du slalom à Montgenèvre. Kirchgasser est ensuite sélectionnée pour les Jeux de Turin en 2006 et s'approche du podium avec une cinquième place au slalom et une sixième place au super combiné. La saison suivante, la skieuse se révèle au niveau mondial avec cinq podiums dont une victoire en slalom géant.
Aux Jeux olympiques d'hiver de 2010, elle est neuvième du super combiné et quinzième du slalom géant. Elle connait une bonne saison 2011-2012, puisqu'elle y compte quatre podiums dont deux succès en slalom à Kranjska Gora et Schladming.
Lors des mondiaux 2013 à Schladming, elle est médaillée d'argent du slalom remporté par Mikaela Shiffrin. Aux Jeux olympiques d'hiver de 2014, elle est septième du super combiné et douzième du slalom géant.
Lors des Championnats du monde 2015 et 2017, elle remporte la médaille de bronze au combiné.
En mars 2018, elle prend son dernier départ en Coupe du monde à Ofterschwang en costume.

## Palmarès

### Jeux olympiques
| Épreuve / Édition | Descente | Super G | Slalom géant | Slalom  | Combiné |
| ----------------- | -------- | ------- | ------------ | ------- | ------- |
| JO 2006 Turin     | -        | -       | Abandon      | 5e      | 6e      |
| JO 2010 Vancouver | -        | -       | 15e          | Abandon | 9e      |
| JO 2014 Sotchi    | -        | -       | 12e          | Abandon | 7e      |

### Championnats du monde
| Épreuve / Édition                 | Slalom géant | Slalom  | Combiné alpin | Par équipes |
| --------------------------------- | ------------ | ------- | ------------- | ----------- |
| Mondiaux 2007 Åre                 | 4e           | 9e      | Abandon       | -           |
| Mondiaux 2009 Val d'Isère         | 5e           | Abandon | Abandon       | -           |
| Mondiaux 2011 Garmisch-P.         | -            | Abandon | 13e           | -           |
| Mondiaux 2013 Schladming          | Disqualifiée | Argent  | 4e            | Or          |
| Mondiaux 2015 Vail - Beaver Creek | -            | -       | Bronze        | Or          |
| Mondiaux 2017 Saint-Moritz        | 12e          | 6e      | Bronze        | -           |

* Super combiné

### Coupe du monde
- Meilleur classement général : 8e en 2007.
- 17 podiums dont 3 victoires.

| Année/Classement | Général | Général | Descente | Descente | Super G | Super G | Slalom géant | Slalom géant | Slalom | Slalom | Combiné | Combiné |
| Année/Classement | Class.  | Points  | Class.   | Points   | Class.  | Points  | Class.       | Points       | Class. | Points | Class.  | Points  |
| ---------------- | ------- | ------- | -------- | -------- | ------- | ------- | ------------ | ------------ | ------ | ------ | ------- | ------- |
| 2002             | 89e     | 32      | -        | -        | -       | -       | -            | -            | 33e    | 32     | -       | -       |
| 2003             | 81e     | 40      | -        | -        | -       | -       | -            | -            | 36e    | 40     | -       | -       |
| 2004             | 63e     | 100     | -        | -        | -       | -       | 48e          | 9            | 25e    | 91     | -       | -       |
| 2005             | 58e     | 103     | -        | -        | -       | -       | 25e          | 70           | 31e    | 33     | -       | -       |
| 2006             | 20e     | 422     | -        | -        | -       | -       | 9e           | 227          | 14e    | 175    | 20e     | 20      |
| 2007             | 8e      | 657     | -        | -        | -       | -       | 3e           | 357          | 13e    | 148    | 4e      | 152     |
| 2008             | 33e     | 235     | -        | -        | -       | -       | 18e          | 83           | 13e    | 120    | 21e     | 32      |
| 2009             | 22e     | 334     | -        | -        | -       | -       | 10e          | 188          | 20e    | 96     | 17e     | 50      |
| 2010             | 19e     | 360     | 51e      | 6        | 36e     | 23      | 15e          | 136          | 24e    | 65     | 3e      | 130     |
| 2011             | 21e     | 326     | 48e      | 3        | 47e     | 6       | 17e          | 76           | 16e    | 126    | 6e      | 100     |
| 2012             | 10e     | 636     | -        | -        | -       | -       | 21e          | 104          | 2e     | 452    | -       | -       |
| 2013             | 14e     | 448     | -        | -        | -       | -       | 16e          | 153          | 12e    | 206    | 3e      | 89      |
| 2014             | 25e     | 274     | -        | -        | -       | -       | 30e          | 44           | 15e    | 150    | 2e      | 80      |
| 2015             | 29e     | 253     | -        | -        | -       | -       | 22e          | 77           | 16e    | 144    | 8e      | 32      |
| 2016             | 15e     | 616     | -        | -        | 50e     | 4       | 12e          | 179          | 10e    | 280    | 3e      | 153     |
| 2017             | 28e     | 308     | -        | -        | -       | -       | 18e          | 134          | 26e    | 69     | 4e      | 104     |
| 2018             | 99e     | 24      | -        | -        | -       | -       | -            | -            | 41e    | 24     | -       | -       |

| Édition / Épreuve | Slalom géant  | Slalom                   | Total |
| ----------------- | ------------- | ------------------------ | ----- |
| 2007              | Sierra Nevada | -                        | 1     |
| 2012              | -             | Kranjska Gora Schladming | 2     |
| Total             | 1             | 2                        | 3     |

### Championnats du monde junior
- Serre-Chevalier 2003
  -  Médaille d'or en slalom.
  -  Médaille d'argent en combiné.
- Bardonnèche 2005
  -  Médaille de bronze en slalom géant.

### Coupe d'Europe
- 2e du classement général en 2005.
- Gagnante du classement de slalom géant en 2005.
- 7 victoires (4 en slalom géant, 2 en slalom, 1 en combiné).

### Championnats d'Autriche
- Championne de la descente en 2002 et 2008.
- Championne du slalom géant en 2007.